# Crocus corsicus
Crocus corsicus es una especie de planta fanerógama del género Crocus perteneciente a la familia de las Iridaceae. Es originaria de  Córcega.

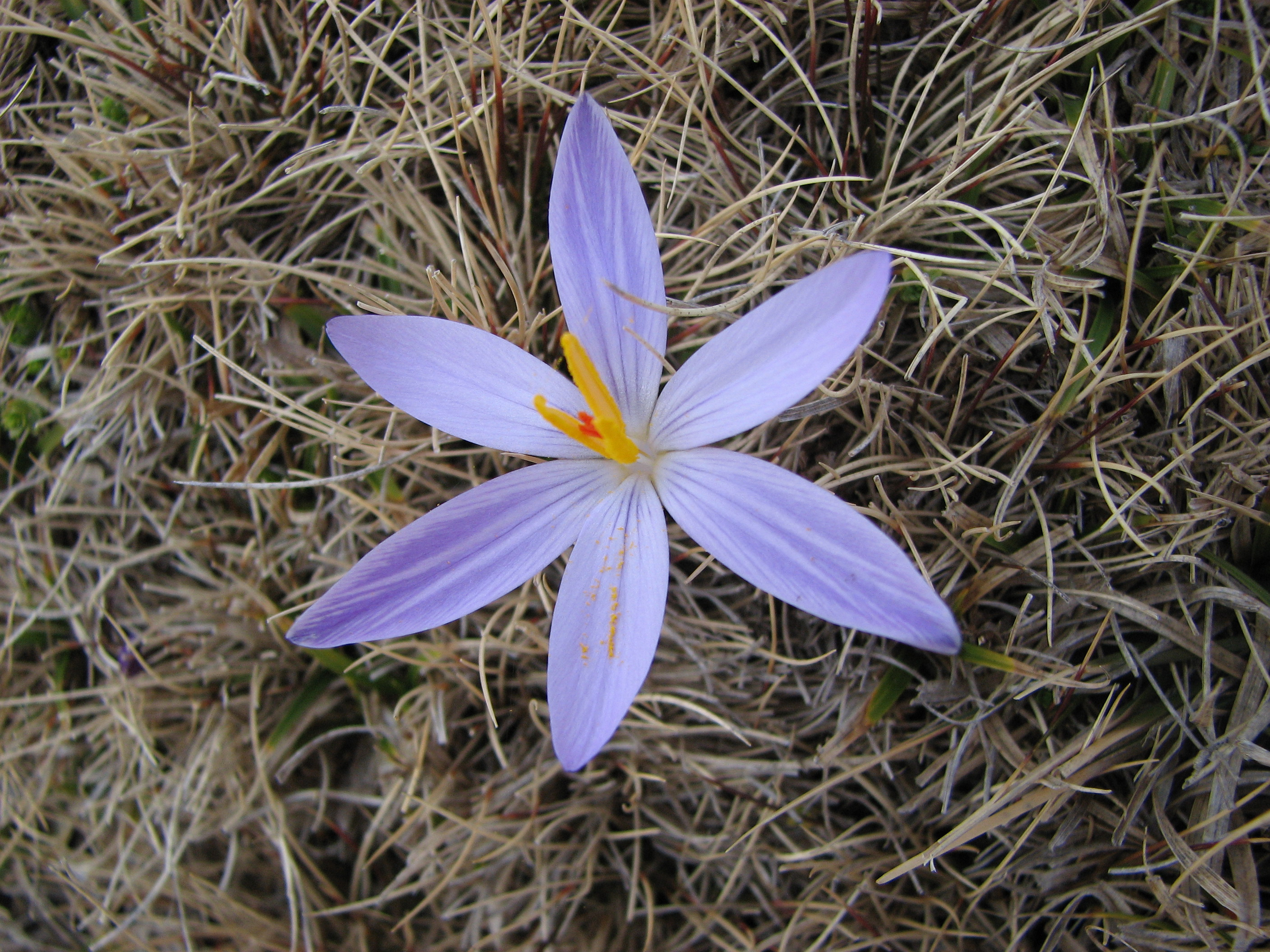
Flor

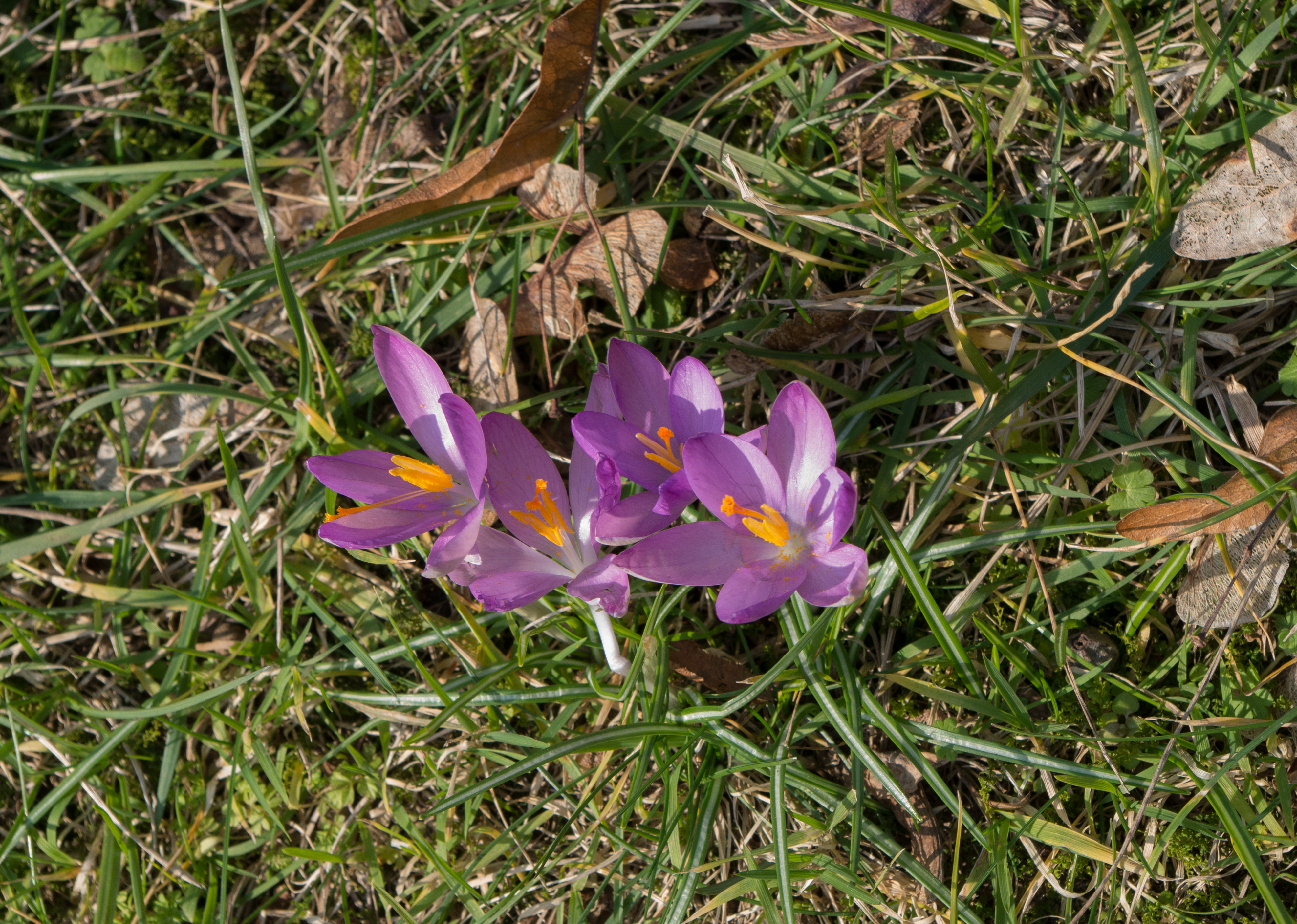
Vista de la planta

## Descripción
Es un cormo perenne que alcanza un tamaño de 8 - 10 cm de altura. Las flores son fragantes y delgadas, con una o dos por planta, son de color rosa brillante lila en el interior, de color rosa pálido con plumaje de color púrpura oscuro en el exterior de los tépalos. Las flores aparecen en primavera.
Crocus minimus también crece en Córcega y parece muy similar, sin embargo, se puede distinguir rápidamente por el color de los estigmas, que en el caso de C. corsicus es de color rojizo-anaranjado, en lugar de amarillo.
Esta planta se ha ganado el Award of Garden Merit de la Royal Horticultural Society.

## Distribución y hábitat
Crocus corsicus,  proviene de Córcega donde crece en lugares pedregosos y cubiertas de hierba en las montañas y florece en primavera. La flor es de color lila, con rayas en el exterior, y tiene los estilos con un intenso color naranja o  rojo

## Taxonomía
Crocus corsicus fue descrita por Vanucc. ex Maw y publicado en Gard. Chron. (1878) II. 367.
Etimología
Crocus: nombre genérico que deriva de la palabra griega:
κρόκος ( krokos ). Esta, a su vez, es probablemente una palabra tomada de una lengua semítica, relacionada con el hebreo כרכום karkom, arameo ܟܟܘܪܟܟܡܡܐ kurkama y árabe كركم kurkum, lo que significa " azafrán "( Crocus sativus ), "azafrán amarillo" o la cúrcuma (ver Curcuma). La palabra en última instancia se remonta al sánscrito kunkumam (कुङ्कुमं) para "azafrán" a menos que sea en sí mismo descendiente de la palabra semita.
corsicus: epíteto geográfico que alude a su localización en Córcega.
Sinonimia
- Crocus insularis var. major Herb.	[11][12]